# Cocalinho
Cocalinho est une ville brésilienne de l'État du Mato Grosso. Sa population était estimée à 5 837 habitants en 2007. La municipalité s'étend sur 16 539 km2.

## Maires
| Période | Période | Identité      | Étiquette | Qualité |
| ------- | ------- | ------------- | --------- | ------- |
| 2009    | 2012    | Luiz Henrique | PT        |         |